# The Night Of - Cos'è successo quella notte?
The Night Of - Cos'è successo quella notte? (The Night Of) è una miniserie televisiva statunitense di otto puntate di genere crime drama basata sulla prima stagione di Criminal Justice, una serie britannica del 2008 della BBC.  La miniserie è stata scritta da Richard Price e Steven Zaillian (basata sull'originale Criminal Justice di Peter Moffat), e diretta dallo stesso Zaillian ad eccezione di un'unica puntata diretta da James Marsh. La miniserie è stata trasmessa su HBO dal 10 luglio 2016 ed è stata acclamata dalla critica. La prima puntata è stata pubblicata il 24 giugno 2016 sul servizio on-demand della HBO.

## Trama
La vita dello studente universitario Nasir "Naz" Khan, di origine pakistana, precipita nel caos quando una sera esce da casa sua nel Queens di New York e ruba il taxi del padre per raggiungere una festa a Manhattan. Naz finisce per perdersi e per dare un passaggio a una ragazza con cui trascorre la serata a base di sesso e droga. Nel cuore della notte si risveglia confuso nella cucina di Andrea, sale in camera per salutarla ed andarsene, ma la trova morta sul letto in un bagno di sangue. 
Incastrato dall'arma del delitto e da diverse testimonianze, Nasir, per dimostrare la sua innocenza al processo, si affida all'aiuto di John Stone, un avvocato che abitualmente bazzica per i distretti di polizia in cerca di clienti.

## Puntate
| nº | Titolo originale        | Titolo italiano              | Prima TV USA   | Prima TV Italia  |
| -- | ----------------------- | ---------------------------- | -------------- | ---------------- |
| 1  | The Beach               | La spiaggia                  | 10 luglio 2016 | 25 novembre 2016 |
| 2  | Subtle Beast            | Posto giusto, momento giusto | 17 luglio 2016 | 2 dicembre 2016  |
| 3  | A Dark Crate            | Protezione                   | 24 luglio 2016 | 2 dicembre 2016  |
| 4  | The Art of War          | L'arte della guerra          | 31 luglio 2016 | 9 dicembre 2016  |
| 5  | The Season of the Witch | La stagione delle streghe    | 7 agosto 2016  | 9 dicembre 2016  |
| 6  | Samson and Delilah      | Sansone e Dalila             | 14 agosto 2016 | 16 dicembre 2016 |
| 7  | Ordinary Death          | Morte ordinaria              | 21 agosto 2016 | 16 dicembre 2016 |
| 8  | The Call of the Wild    | Il richiamo della foresta    | 28 agosto 2016 | 23 dicembre 2016 |

## Personaggi

### Principali
- John Stone interpretato da John Turturro, un avvocato che rappresenta Nasir Khan.[5]
- Nasir "Naz" Khan interpretato da Riz Ahmed, uno studente del college statunitense di origine pakistana accusato di aver ucciso una ragazza dell'Upper West Side di New York.[5]
- Freddy Knight interpretato da Michael K. Williams un prigioniero influente a Rikers Island.[5]
- Dennis Box interpretato da Bill Camp, un detective che lavora al caso di Nasir.[5]
- Helen Weiss interpretata da Jeannie Berlin, una avvocatessa distrettuale che lavora al caso di Nasir.[5]
- Salim Khan interpretato da Payman Maadi, il padre di Nasir.[5]
- Safar Khan interpretata da Poorna Jagannathan, la madre di Nasir.[5]
- Alison Crowe interpretata da Glenne Headly, un'avvocatessa che rappresenta Nasir Khan.[5]
- Chandra Kapoor interpretata da Amara Karan, assistente di Alison.[5]
- Calvin Hart interpretato da Ashley "Bashy" Thomas, un carcerato di Rikers Island.
- Don Taylor interpretato da Paul Sparks, patrigno di Andrea.[6]
- Andrea Cornish interpretata da Sofia Black-D'Elia, la vittima.
- Wiggins interpretato da Afton Williamson, un agente di polizia che lavora al 21º distretto.
- Klein, interpretato da Ben Shenkman, un sergente che lavora al XXI distretto
- Katz, interpretato da Chip Zein, un patologo[6]
- Ray Halle, interpretato da Paulo Costanzo, consulente finanziario di Andrea e di sua madre
- Lawrence Felder, interpretato da Ned Eisenberg, un giudice
- Sticky Fingaz, prigioniero di Rikers Island
- Giudice Roth, interpretato da Glenn Fleshler
- Tariq, interpretato da Mohammad Bakri, un tassista e collega di Salim
- Yusuf, interpretato da Nabil Elouahabi, un tassista e collega di Salim

### Secondari
- Jerry, interpretato da Frank L. Ridley[5]
- Lucas, interpretato da Jeff Wincott[5]
- Saul, interpretato da Fisher Stevens, il farmacista di John
- Tino, interpretato da Lord Jamar
- Amir Farik, interpretato da Ariya Ghahramani
- Hasan Khan, interpretato da Syam Lafi
- Edgar, interpretato da Max Casella[6]
- Trevor Williams, interpretato da J. D. Williams[5]
- Harry, interpretato da Frank Wood, il medico legale
- Bell, interpretato da Skipp Sudduth
- Danny Lang, interpretato da Kevin Dunn
- Cutler "Cutty, interpretato da Joe Egender, uno spacciatore di droga

## Produzione
Il 19 settembre 2012 è stato annunciato che la HBO aveva commissionato un episodio pilota basato sulla serie televisiva britannica Criminal Justice. Il progetto iniziale prevedeva James Gandolfini come attore protagonista, Richard Price come sceneggiatore e Steven Zaillian come regista.
Il 19 febbraio 2013 HBO ha abbandonato il progetto, per poi riprenderlo in considerazione il 13 maggio, come miniserie da sette puntate.
Dopo la morte di James Gandolfini del 19 giugno 2013, è stato annunciato che la miniserie si sarebbe realizzata in suo onore, e che Robert De Niro avrebbe preso il posto di Gandolfini. Tuttavia, per via di altri impegni recitativi, il 21 aprile 2014 De Niro è stato rimpiazzato da John Turturro. L'11 marzo 2016 è stato annunciato che la miniserie, costituita da otto puntate, avrebbe debuttato nell'estate del 2016 con il titolo The Night Of. Gandolfini è stato accreditato postumo come produttore esecutivo.

## Accoglienza
The Night Of è stata accolta positivamente dalla critica televisiva. Su Metacritic ha ottenuto il 90% di gradimento, sulla base di 36 recensioni, mentre su Rotten Tomatoes ha il 95% di gradimento e viene consensualmente definita «un mystery preziosamente realizzato e splendidamente recitato, che incanterà gli spettatori e li lascerà devastati».

## Riconoscimenti
- 2016 - American Film Institute
  - Migliori dieci programmi televisivi dell'anno
- 2017 - Satellite Award
  - Candidatura per la Miglior miniserie o film TV
- 2017 - Golden Globe
  - Candidatura per la Miglior miniserie o film per la televisione
  - Candidatura per il Miglior attore in una mini-serie o film per la televisione a John Turturro
  - Candidatura per il Miglior attore in una mini-serie o film per la televisione a Riz Ahmed
- 2017 - Screen Actors Guild Award
  - Candidatura per il Miglior attore in una mini-serie o film per la televisione a John Turturro
  - Candidatura per il Miglior attore in una mini-serie o film per la televisione a Riz Ahmed
- 2017 - Directors Guild of America Award
  - Miglior regia per un film TV o miniserie per l'episodio La spiaggia
- 2017 - Premio Emmy
  - Miglior attore per una miniserie o film TV a Riz Ahmed
  - Candidatura per la Miglior miniserie TV
  - Candidatura per il Miglior attore per una miniserie o film TV a John Turturro
  - Candidatura per il Miglior attore non protagonista per una miniserie o film TV a Bill Camp
  - Candidatura per il Miglior attore non protagonista per una miniserie o film TV a Michael Kenneth Williams
  - Candidatura per la Miglior regia per un film, miniserie o speciale drammatico a James Marsh
  - Candidatura per la Miglior regia per un film, miniserie o speciale drammatico a Steven Zaillian
  - Candidatura per la Miglior sceneggiatura per un film, miniserie o speciale drammatico a Richard Price e Steven Zaillian